# Can Domènec (Bigues)
Can Domènec és una masia del poble de Bigues, en el terme municipal de Bigues i Riells, a la comarca catalana del Vallès Oriental.
Està situada a la dreta del torrent de la Torre, i del Tenes, a prop dels dos cursos d'aigua. És a ponwnr de Can Segimon, al sud-oest de la Torre, al nord de Can Traver.
Es tracta d'una masia bàsicament del segle xix, amb alguns elements arquitectònics que poden ser d'èpoques anteriors.
Està inclosa en el Catàleg de masies i cases rurals de Bigues i Riells.